# NGC 36
NGC 36 é uma galáxia espiral barrada (SBb) localizada na direcção da constelação de Pisces. Possui uma declinação de +06° 23' 20" e uma ascensão recta de 0 horas, 11 minutos e 22,4 segundos.
A galáxia NGC 36 foi descoberta em 25 de Outubro de 1785 por William Herschel.